# Rikard III., normanski vojvoda
Rikard III. (997./1001. – 1027.) bio je normanski vojvoda. Roditelji Rikarda III. bili su Rikard II., normanski vojvoda i Judita Bretonska.
Rikard III. uspio je ugušiti pobunu brata Roberta, potom je vjerojatno otrovan. Naslijedio ga je Robert, koji će dobiti nadimak Veličanstveni. Rikard je bio oženjen Adelom.